# Řikonín
Řikonín – wieś i gmina w Czechach, w powiecie Brno, w kraju południowomorawskim. Jest położona 9 km na zachód od Tišnova.

## Historia
Pierwsza wzmianka o gminie pochodzi z 1230 lub 1365 roku. W 1365 nazywała się Rzicowin, a od 1407 nosi obecną nazwę.
W latach 1869–1890 była gminą w powiecie Brno, w latach 1900-1950 – w powiecie Tišnov, w latach 1961-2004 – w powiecie Žďár nad Sázavou, a od 1 stycznia 2005 ponownie jest gminą w powiecie Brno.
11 grudnia 1970 w pobliżu wsi doszło do katastrofy kolejowej, w której zginęło 31 osób.
W czasie czeskich wyborów do Parlamentu Europejskiego w 2014 była jedyną miejscowością, w której zanotowano zerową frekwencję – spośród 28 uprawnionych do głosowania osób w wyborach nie wzięła udziału ani jedna. Dla porównania w wyborach parlamentarnych w 2013 frekwencja we wsi wyniosła 92% – nie zagłosowało tylko trzech mieszkańców miejscowości.
We wsi znajduje się kościół św. Idziego należący do parafii Dolní Loučky.

## Transport

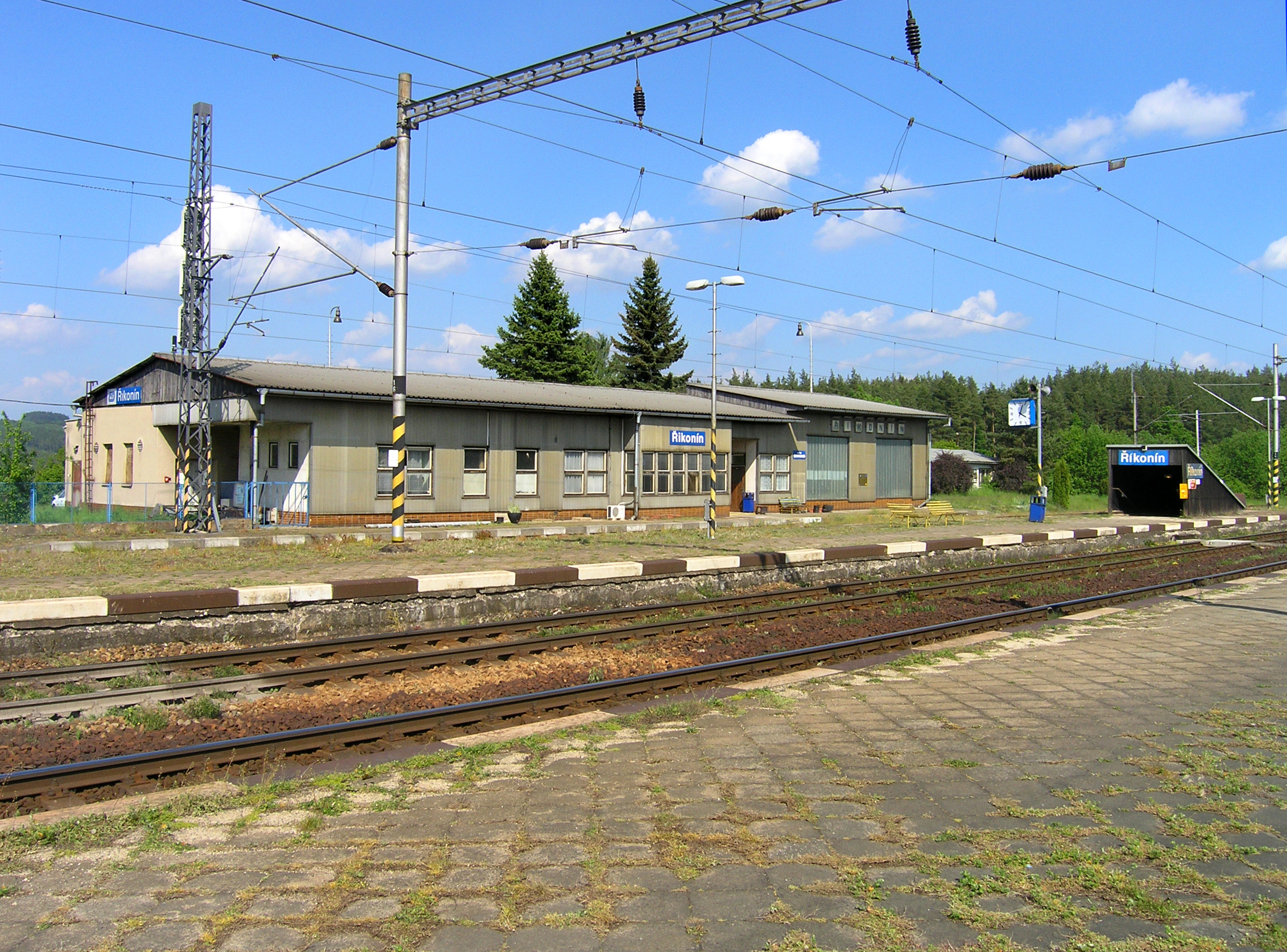
Stacja kolejowa w Řikonínie

We wsi znajduje się stacja kolejowa na trasie linii nr 250 z Havlíčkovego Brodu do Kútów. Przez miejscowość przebiega droga nr 389 (droga II klasy) oraz 3896 (droga III klasy).

## Ludność
W 2001 roku rozkład populacji względem narodowości i przynależności etnicznej wyglądał następująco:
- Czesi – 63,4%
- Morawianie – 36,6%

Ze względu na wyznawaną religię struktura mieszkańców kształtowała się w 2001 roku następująco:
- Katolicy rzymscy – 70,7%
- Ateiści – 14,6%
- Nie podano – 14,6%

Według danych z 2018 roku, Řikonín jest gminą z najniższą średnią wieku w kraju południowomorawskim – 33,8 lat.

### Zmiany liczby ludności na przestrzeni lat
W 2014 zamieszkiwana przez 39 osób, a w 2015 przez 41 osób. W 2019 roku liczba mieszkańców wyniosła 46.